# دبل إس فايف أو ون
دَبَلْ إِسْ فَايفْ أُو وَنْ (بالكورية: 더블에스오공일 / خمسة أعضاء سوية للأبد - تعرف باسم SS5O1 وتنطق بالإنجليزية: /ˈdʌ.bə[invalid input: 'ɫ'] ɛs faɪv oʊ wʌn/)) هي فرقة صبيان من كوريا الجنوبية تأسست تحت إدارة دي إس بي ميديا (تعرف سابقاً باسم دي إس بي للترفيه وباسم دايسونغ للترفيه). ظهرت الفرقة لأول مرة في 8 يونيو 2005 وضمت آنذاك خمسة أعضاء هم: كم هيون جنغ، وهو يونغ ساينغ، وباك جونغ من، وكم هيونغ جن. وأصدروا ألبوهم القصير «تحذير» (경고). حصلت أغنيتهم «ليس بعد الآن» (2005) على المركز الأول ثم أصدروا أول ألبوم إستوديو لهم في 2006 بعنوان «إس تي أو ون الآن» (S.T 01 NOW).

## روابط خارجية
- دبل إس فايف أو ون على موقع ميوزك برينز (الإنجليزية)